# Szigetbecse
Szigetbecse (németül Wetsch) község Pest vármegyében, a Ráckevei járásban.

## Fekvése
A Csepel-sziget déli részén, a Ráckevei-Duna holtága mellett fekszik, a fővárostól mindössze 48 kilométerre. A szomszédos települések: észak felől Ráckeve, kelet felől Dömsöd, dél felől Makád, nyugat felől pedig Lórév.

### Megközelítése
Csak Ráckevén keresztül érhető el, Budapest és az M0-s autóút, illetve az 51-es főút kiskunlacházai szakasza felől egyaránt a sziget hosszában végignyúló 5101-es úton, majd arról letérve az 51 112-es számú mellékúton, amely innen még továbbfolytatódik Makád központjáig.
Közösségi közlekedéssel a legegyszerűbben a Közvágóhídtól induló ráckevei HÉV-vel közelíthető meg, amelynek végállomásától a Volánbusz helyközi autóbuszjárata vezet a községbe.

## Története
Szigetbecse nevét 1217-ben említette először oklevél Beche néven. A település névadója a Becse-Gergely nemzetség volt, akiknek ősei a későbbi III. Béla kíséretében tértek vissza Bizáncból, az ekkor elnyert birtokuk az egyetlen volt a szigeten, amely Becse-Gergelyeké volt.
1308-ban Szent Istvánról elnevezett körtemplomát is említették. Ekkor Becsei Imre faluja volt.
1311 évi oklevélben Imre már Becse nevű faluja után magát már Becsei néven iktattatta be a Fejér vármegyei Solt-széken levő Fű-tő nevű birtokába. Ugyanekkor a Becsegergely nemzetségből származó Lukács fia László mester is átiratja 1297-ben kelt oklevelét.
A nemzetség tagjai közül Becsei Imre, aki 1312-ben már a király familiáris szerviense volt nagy birtokszerző volt: 1312, 1315 és 1319-ben a közeli Peregen, 1313-ban Pomázon, 1317, 1319-ben házat Felhévizen, földet a Pilis vármegyei Aszófőn, 1318-ban Szalkon és a Solt-székben fekvő Inakfiapéterföldén és 1319-ben a Baranya vármegyei Kerekegyházán. 1320-ban Becsei Imre már királyi főszekerész, ekkor biztosítja magának Pereget és Szalkot is, majd fiaival együtt megszerzi Bátmonostort is, melyről később több oklevél is készül, 1321-ben már barsi ispán és lévai várnagy és Rubertet kapta meg és ekkor szerzi meg Páli nagy részét is. 1325-ben a Hont vármegyei Szalk részeit és Sallót szerzi meg és a Hont vármegyei Terenyét kapta adományba. További birtokszerzései között szerepel még többek között a Vesszős, Töttös és Tamás (Tövises) nevű fiaival együtt 1322-1323-ban a Baranya vármegyei Teremhegyet cseréli el Lak nevű településért. Becsei Imre 1333ban meghalt, tőle Töttös és Vesszős nevű fiai együttesen a lévai várnagyságot örökölték.
1344-ben Károly Róbert király Töttös és Vesszős becsei jobbágyait kivette a nagyszigeti jobbágyokra kötelezően előírt erdőóvó, ménespásztori és egyéb szolgáltatások alól azzal, hogy Becsét nemesi joggal bírják.
1347-ben a király a falut Szent István mártír templomával és a szemben fekvő Pereggel együtt visszavette a Becseiektől, mivel a budai és nagyszigeti királyi majorok részére szükségesek voltak. Helyettük cserébe Bars és Hont vármegyei falvakért. Becséhez ekkor a Dunán 6 malom, 6 rab cselédlány, 73 nagyállat és 150 disznó tartozott hozzá. Jobbágyai számáról és határairól nem maradt adat.
1479-ben Hunyadi Mátyás özvegye, Beatrix királyné tulajdonaként említik a falut.
A török uralom végére elpusztult Becse lakossága, helyükbe először szerbek települnek meg, majd helyükbe stájer és sváb telepesek érkeztek.
1910-ben 956 lakosából 767 magyar, 183 német volt. Ebből 935 római katolikus, 17 református volt.
A 20. század elején Pest-Pilis-Solt-Kiskun vármegye Ráckevei járásához tartozott.
A falunak 1946-ig szinte 85%-ban német lakossága volt. Jelenleg is nemzetiségi település, magyarok és svábok lakják.
Szigetbecsén ma is ápolják a régi néphagyományokat, a híres húsvéti ”tojásfutást”, amelyet húsvétvasárnap du. 5 órakor rendezik meg a Petőfi S. utcában. Szigetbecse idegenforgalmát az üdülők, a horgászok jelentik. Vonzó a becsei Duna-part - a holtág vidéke, a dunai szabadstrand az idelátogató turisták, üdülők számára. A Ráckevei (Soroksári) Duna partján mintegy 9 km hosszú területen épült ki a szigetbecsei üdülőterület 640 hétvégi házzal.
A község nem épült közvetlenül a Ráckevei Duna mellé az árvizek miatt. Mintegy hatszáz - ezer méter választja el tőle, közben szántók, rétek, kicsiny nádasok, tölgyesek zöldellnek. Ez teszi ezt a Duna menti partszakaszt különösen megnyerővé.

## Közélete

### Polgármesterei
- 1990–1994: Magasitz Lajos (független)[3]
- 1994–1998: Magasitz Lajos (független)[4]
- 1998–2002: Magasitz Lajos (független)[5]
- 2002–2006: Magasitz Lajos (független)[6]
- 2006–2010: Magasitz Lajos (független)[7]
- 2010–2014: Magasitz Lajos (független)[8]
- 2014–2019: Takács András (független)[9]
- 2019–2024: Sósné Michélisz Edina (független)[10]
- 2024– : Sósné Michélisz Edina (független)[1]

## Népesség
A település népességének változása:
| Lakosok száma | 1304 | 1294 | 1253 | 1324 | 1370 | 1379 | 1390 |
|               | 2013 | 2014 | 2018 | 2021 | 2022 | 2023 | 2024 |

A 2011-es népszámlálás során a lakosok 81,5%-a magyarnak, 2,2% cigánynak, 0,5% görögnek, 10,7% németnek, 0,2% románnak, 0,3% szlováknak mondta magát (18,3% nem nyilatkozott; a kettős identitások miatt a végösszeg nagyobb lehet 100%-nál). A vallási megoszlás a következő volt: római katolikus 43%, református 11,3%, evangélikus 0,3%, görögkatolikus 0,6%, felekezeten kívüli 11,5% (32,1% nem nyilatkozott).
2022-ben a lakosság 89,1%-a vallotta magát magyarnak, 8,9% németnek, 1,5% cigánynak, 0,3% lengyelnek, 0,2% románnak, 0,1-0,1% örménynek és szerbnek, 1,8% egyéb, nem hazai nemzetiségűnek (10,8% nem nyilatkozott; a kettős identitások miatt a végösszeg nagyobb lehet 100%-nál). Vallásuk szerint 33,4% volt római katolikus, 9,9% református, 0,6% görög katolikus, 0,2% evangélikus, 0,1% izraelita, 0,1% ortodox, 0,9% egyéb keresztény, 1,2% egyéb katolikus, 13,3% felekezeten kívüli (40,1% nem válaszolt).

## Nevezetességei
Rokonai révén itt töltötte gyermekkora nagy részét és itt kezdett fotózni is André Kertész világhírű fotóművész. 1985-ben bekövetkezett halála után, végakaratának köszönhetően számos munkája és személyes tárgya került a településre, ahol Emlékházat rendeztek be a tiszteletére.

## Külső hivatkozások
- Szigetbecse az utazom.com honlapján
- A Tőzike tanösvény Szigetbecsén